# Louis-Jacques Goussier
Louis-Jacques Goussier (Paris, 7 de Março de 1722 - Paris, 1799), foi um ilustrador e enciclopedista francês.

## Biografia
Goussier nasceu no seio de uma família pobre. Estudou matemática na escola livre do filósofo Pierre-André Leguay de Prémontval e, mais tarde, ele próprio se tornou professor de matemática. A escola encerra em 1744, e Goussier decide seguir uma carreira como ilustrador. Trabalha com cientistas como Charles Marie de La Condamine, Étienne-Claude de Marivetz e Roland de La Platière. Em 1792, é contratado pelo Ministério do Interior (secção de artes e ofícios), e em 1794, pelo Comité de Saúde Pública (secção de armas).
Louis-Jacques Goussier é conhecido por ter tido um dos papéis principais na elaboração da Encyclopédie de Diderot. Foi o primeiro ilustrador a ser contratado para o projecto, em 1747, e fez mais de 900 pedras litográficas, num total de 2.885 pedras. Goussier é chamado de terceiro enciclopedista, a seguir a Diderot e Jean le Rond d’Alembert.
De 1747 a 1760, Goussier estudou diferentes artes e profissões e, durante vinte e cinco anos, dedicou-se à ilustração e ao desenho. Foi, também, autor de sessenta e um artigos da Encyclopédie; é o único ilustrador a ser citado no prefácio (Discours préliminaire) desta obra.
Na obra de Diderot, Jacques le fataliste et son maître, este fará um retrato de Goussier, através da personagem La Gousse.
Em 1751, casa-se com Marie-Anne-Françoise Simmonneau, de quem teve dois filhos.

## Ilustrações
- 1746: para La Condamine, nos seus trabalhos sobre cálculo de meridianos
- 1747: para Diderot, em Encyclopédie
- 1768: para Marivetz, em Géographie Physique du Monde
- 1788: para Marivetz, em Système général, physique et économique de navigations naturelles et artificielles de l'intérieur de la France et de leurs coordinations avec les routes de terre
- 1789: para La Platière, em Encyclopédie méthodique des manufactures, arts et métiers
- 1794: para o Conservatório de Artes e Ofícios, em Dessins de Machines et Instruments des Arts